# Museo Arqueológico de Izernore
El Museo Arqueológico de Izernore (en francés: Musée archéologique d'Izernore) es un museo dedicado a la historia antigua, situado en Izernore, en el departamento de Ain, Francia. Ostenta la categoría de Museo de Francia.
Cabe señalar que el templo romano de Izernore, situado en las cercanías, está protegido como monumento histórico.

## Historia
El museo fue fundado en 1911 y se alojó en dos salas del ayuntamiento; desde 1982 ocupa su actual emplazamiento, la casa Poizat, compartida con la oficina de turismo.